# Cova del Manel (Matadepera)
|  | Per a altres significats, vegeu «Cova del Manel (Conca de Dalt)». |

La cova del Manel és una cova del massís de Sant Llorenç del Munt situada al municipi de Matadepera, al Vallès Occidental. Té un recorregut de 788 m i un desnivell de 64 m, i es tracta de la cova de més recorregut del massís. La boca d'entrada, situada a 930 m d'alçada, és a la canal de Can Pobla, situada al damunt i al nord de la masia de Can Pobla i al vessant sud de la Mola, a gairebé 400 m del cim. Fou descoberta el 1899 pels propietaris de Can Pobla.
És dins del límit del Parc Natural de Sant Llorenç del Munt i l'Obac, creat el 1972. Des del 2000 també forma part de l'Inventari d'espais d'interès geològic de Catalunya inventariat com espai d'interès geològic en el conjunt de la geozona Sant Llorenç del Munt i l'Obac, la qual forma part del parc natural majoritàriament.

## Descripció

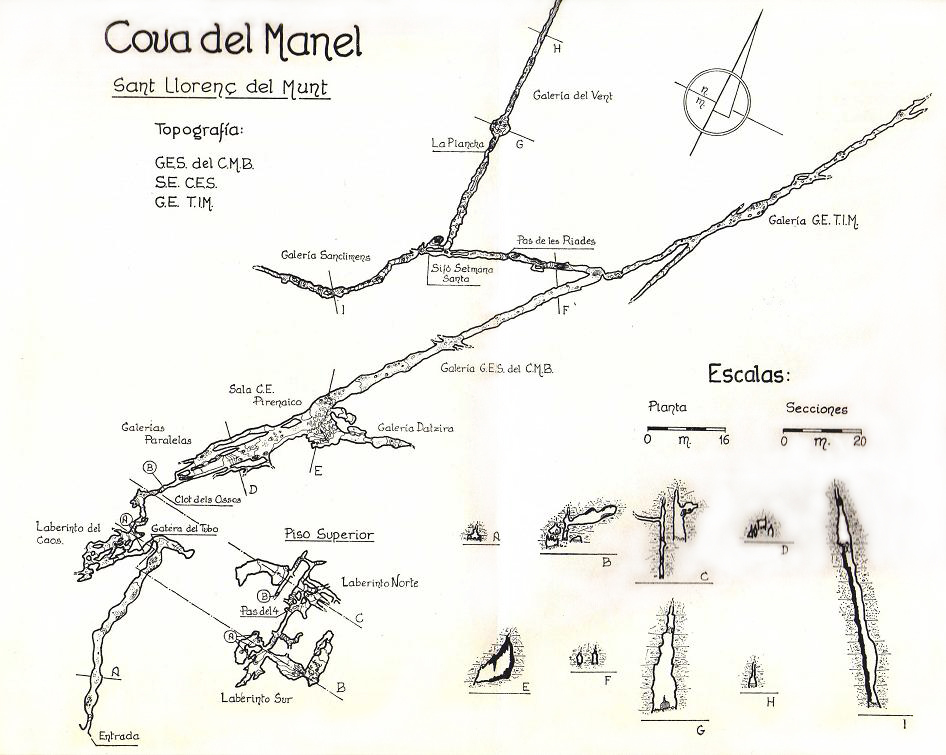
Mapa topogràfic de la cova del Manel

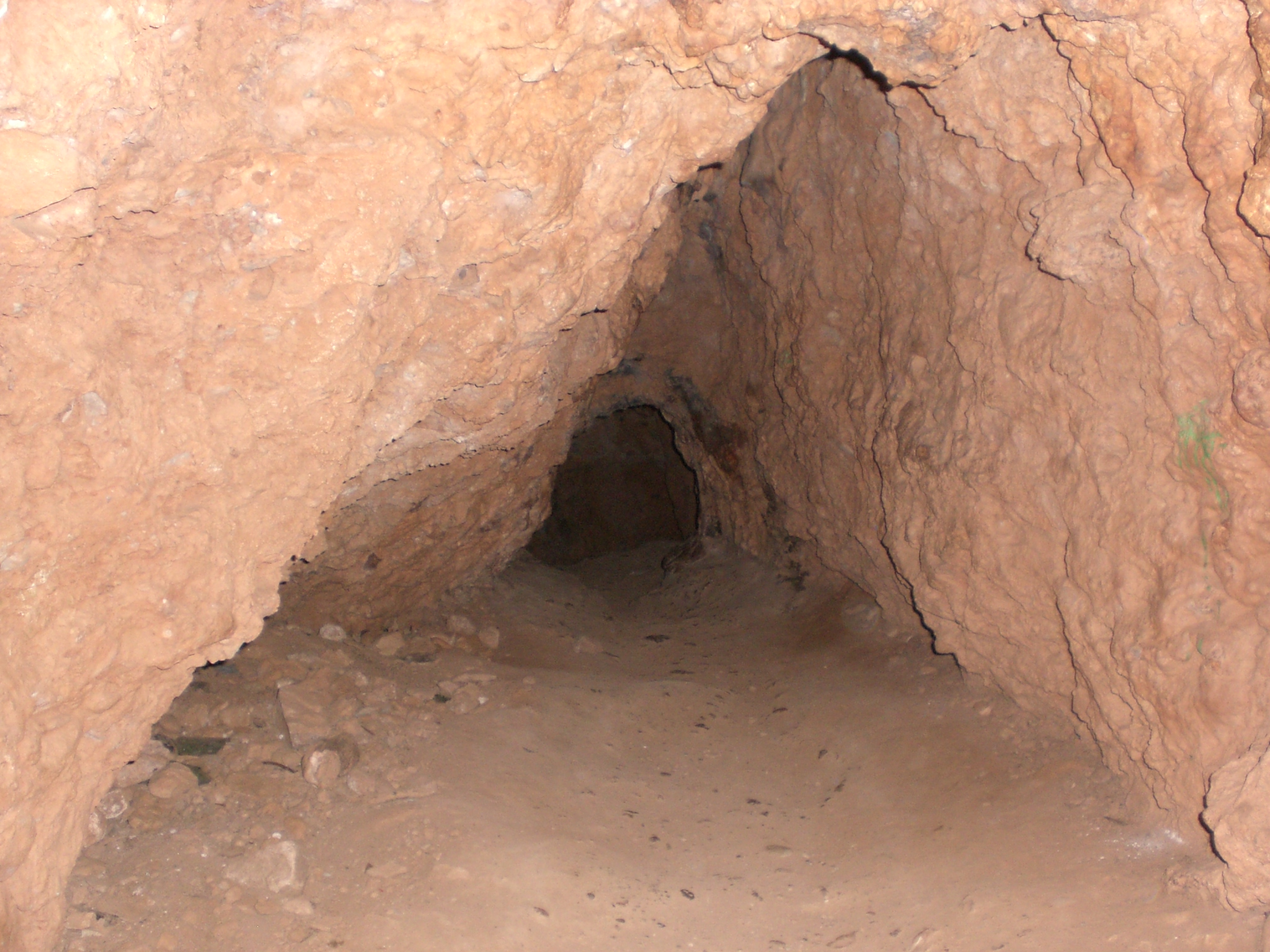
Galeria d'entrada

La cova del Manel és una antiga surgència que drenava les aigües d'aquest sector del massís. Actualment i únicament en
casos de pluges excepcionals, només entren en activitat les tres galeries terminals. Té un recorregut total topografiat de 788 m i un desnivell, entre el punt més alt i el punt més baix, de 64 m (-12, +52). Es tracta de la cavitat amb més recorregut del massís i sobrepassa amb escreix la cova Simanya (372 m), la segona amb més recorregut.

### Galeria d'entrada i el "Laberint del Caos"
La boca d'entrada és força estreta, de menys d'1 m d'amplada, i fa 5 m d'alçada. Dona pas a la galeria d'entrada, que té 53 m de recorregut i que progressivament perd alçada fins a arribar al fons. Des d'aquest punt en surten dues galeries: una, perpendicular a la galeria d'entrada, a la banda dreta i que acaba al cap de pocs metres, i l'altra, a la banda esquerra i que és per on segueix la cova.
A continuació, després d'un primer pas estret, anomenat la "Gatera del Tub", hi ha una xemeneia de 6 m d'alçada que comunica amb un pis superior. Aviat, un nou pas estret, duu a una bifurcació des d'on, al costat esquerre (sentit sud-oest), s'arriba a un complicat entramat anomenat el "Laberint del Caos" format per un conjunt de galeries entre blocs originades per un important procés clàstic. També des de la bifurcació, al costat dret (sentit nord), s'arriba a una galeria estreta que comunica per dos punts, a l'esquerra, amb el laberint anterior i per dos punts més, amb el pis superior. Aquesta galeria, després de seguir diverses direccions, arriba a un pas estret seguit d'un ressalt d'1,5 m anomenat "Clot dels Ossos".
Passat el ressalt s'arriba a una diàclasi, que per sobre també dona al pis superior, i que té una galeria paral·lela a la banda esquerra. De seguida també hi ha dues galeries paral·leles més fins que totes tres es troben a una galeria més ample que duu a la "Sala Club Excursionista Pirenaic", o simplement "Sala Pirenaic", per on continua la cavitat. El tram des del "Clot dels Ossos" fins a la "Sala Pirenaic" té uns 40 m de recorregut.

### Pis superior i la "Sala Pirenaic"

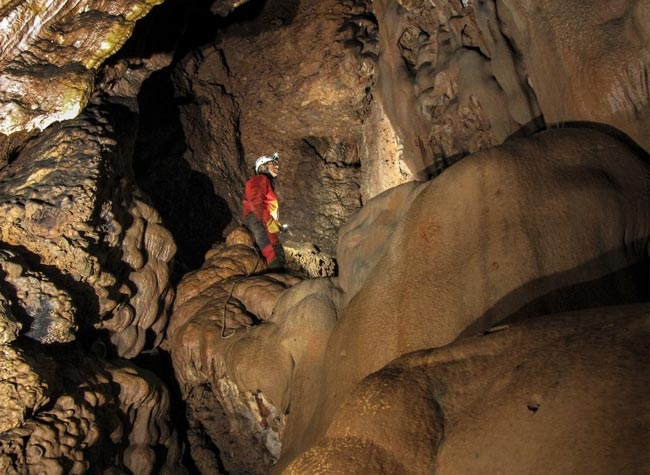
Interior de la cova

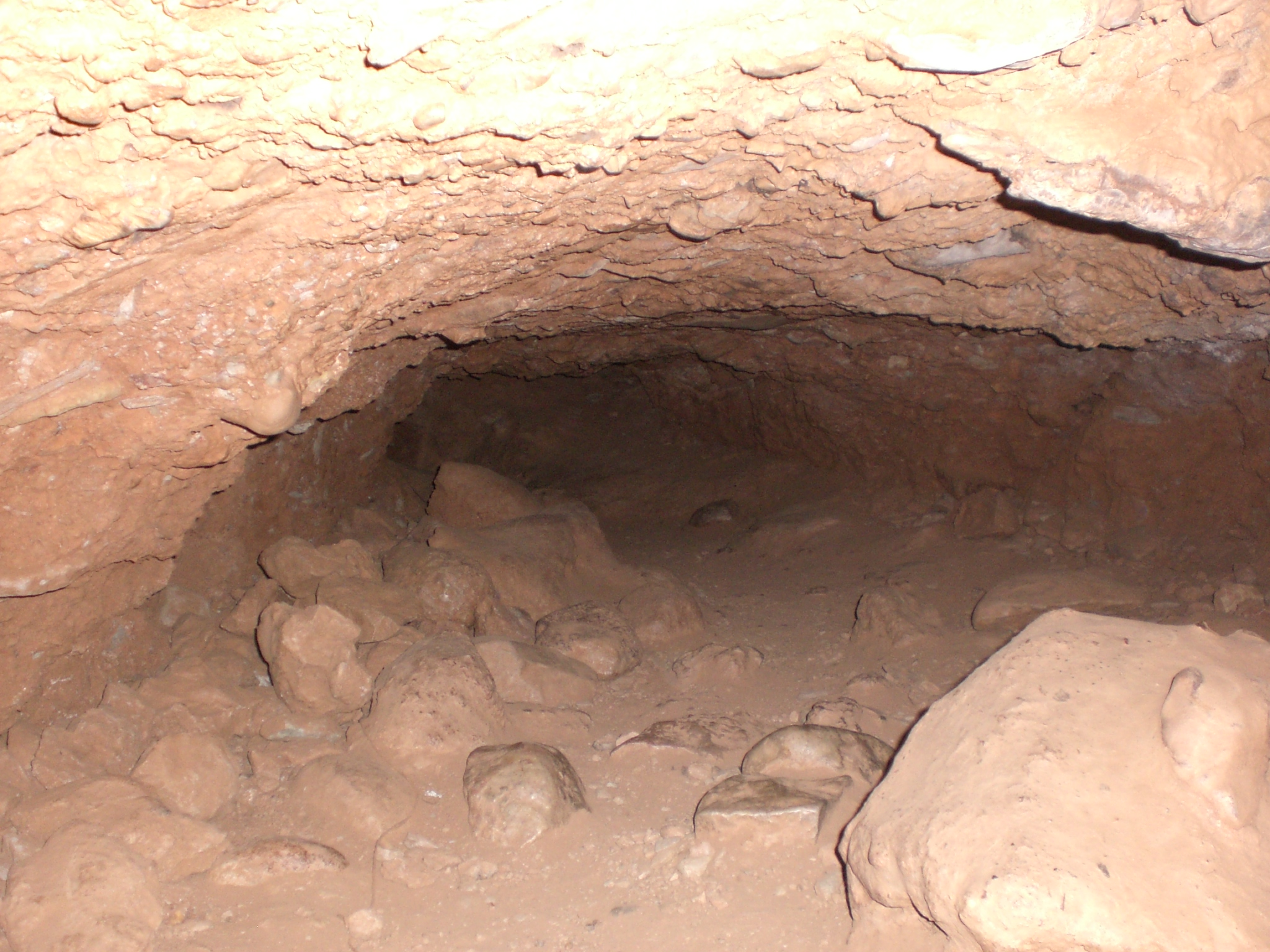
Una galeria de la cova

Al principi d'aquesta galeria més ample que hi ha abans d'arribar a la "Sala Pirenaic" hi ha un laminador, un pas amb el sostre pla i molt baix que obliga a caminar quatre grapes o arrossegant-se, que és l'últim enllaç que porta al pis superior.
El pis superior s'hi pot accedir per sis enllaços diferents. El més recomanable és la xemeneia de 6 m que es troba a l'entrada del "Laberint del Caos". Un cop remuntada la xemeneia s'arriba a una galeria que duu a una sala ampla que és la més gran del pis superior. Les parets i el terra d'aquesta sala estan recoberts per colades produïdes per les infiltracions d'aigua que fan que la sala sigui l'únic lloc més o menys actiu d'aquesta zona de la cavitat.
A la xemeneia de 6 m que porta al pis superior, a mitja alçada, hi ha una altra galeria que retorna al pis inferior. Aquesta galeria té una bifurcació a l'esquerra que porta a una altra sala plena de blocs originada pel mateix procés clàstic que el "Laberint del Caos". A través dels blocs s'arriba al pis inferior per dos punts diferents. Seguint la galeria, abans de la sala de blocs, hi ha un pas estret anomenat "Pas del 4" que porta a un laberint format per una diàclasi de 12 m d'alçada que es creuen perpendicularment. Des d'aquí hi ha dos enllaços al pis inferior: a través d'un pou que dona just a sobre del "Clot dels Ossos" o pel laminador que porta a la galeria d'abans de la "Sala Pirenaic".
La "Sala Pirenaic", també coneguda com a "Sala de les Banderes", és la més espaiosa de la cavitat. Està força concrecionada, però està molt malmesa per l'incivisme. Des de la sala i remuntant una colada, hi ha la "Galeria Datzira", de 15 m de recorregut i amb una xemeneia a l'esquerra de 14 m d'alçada.

### "Galeria GES del CMB" i "Galeria GETIM"
A continuació de la "Sala Pirenaic", i en la mateixa direcció de la galeria que hi porta, hi ha la "Galeria GES del CMB", anomenada així pel Grup d'Exploracions Subterrànies del Club Muntanyenc Barcelonès (GES del CMB), que també és coneguda com "les Rambles" o "el Metro". La galeria té 60 m de recorregut i és la més ampla de la cova, tot i que l'amplada va disminuint al llarg de la galeria. Aquesta galeria porta a les tres últimes galeries terminals de la cavitat i és on s'hi ajuntaven les aigües provinents d'aquestes tres galeries.
Al final de la "Galeria GES del CMB", a la banda dreta, hi ha la "Galeria GETIM", la primera de les galeries terminals, anomenada així pel Grup Espeleològic Terra i Mar, de Sabadell (GETIM). L'accés és un pas molt estret de 19 cm d'amplada, ja que una colada n'ha disminuït la secció notablement. Després d'aquest pas, la galeria augmenta de dimensions i continua 106 m de recorregut, recte primer i, després, cap a l'esquerra, fins que es fa impenetrable. La "Galeria GETIM" va ser descoberta per membres del GETIM el 1967 després que durant els mesos de març i abril d'aquell any aconseguissin desobturar un forat molt petit que els permeté accedir a la galeria.

### "Galeria Sanclimens" i "Galeria del Vent"
Des del final de la "Galeria del GES", en direcció contrària a la "Galeria GETIM", la cavitat continua cap a la banda esquerra seguint la mateixa diàclasi fins a arribar a la bifurcació des d'on comencen les altres dues galeries terminals: la "Galeria Sanclimens" i la "Galeria del Vent". Abans d'arribar a aquesta bifurcació, però, hi ha un pas bastant baix, generalment inundat, anomenat "Pas de les Riuades".
La "Galeria Sanclimens", a la banda esquerra, s'hi arriba a través del "Sifó Setmana Santa", un pas bastant estret però que realment no
sifona. Aquesta galeria té un tram de 14 m de desnivell positiu que arriba al peu de dues xemeneies, situades dins la mateixa diàclasi i que tenen 70° d'inclinació. La primera xemeneia es pot remuntar amb la tècnica d'oposició i la segona, amb tècnica artificial. Aquestes dues xemeneies es troben en una sola xemeneia a una alçada de 26 m, que segueix fins que es fa impracticable als 46,5 m. A aquest lloc s'hi troben força concrecions i també arrels, la qual cosa que indica que l'exterior no és gaire lluny. L'extrem d'aquesta xemeneia és el final de la galeria i es tracta del punt més elevat de la cova respecte la boca d'entrada, a +52 m d'alçada.
La "Galeria del Vent", coneguda així ja que hi ha forts corrents d'aire, comença cap a la banda dreta després del "Pas de les Riuades" i abans del "Sifó Setmana Santa". Al principi d'aquesta galeria i al costat esquerre, hi ha una saleta molt concrecionada amb una xemeneia, anomenada "Confluència Cavall Bernat", de 24 m d'alçada. El sòl de la saleta és ple d'aigua que degota de la xemeneia i que per un conducte impenetrable
passa a la galeria del "Pas de les Riuades". Després d'aquesta saleta, la galeria continua 40 m de recorregut fins a arribar a un pas estret i fàcilment sifonable, anomenat "Pas de la Planxa", que porta a una sala de 8 x 4 m anomenada "Sala del Llac" o "Sala dels Llibres", entre
d'altres noms. A l'altre extrem de la sala, la galeria continua fins a trobar aigua, que retrocedeix o avança segons les pluges, i finalment, es fa impracticable, si bé el corrent d'aire indica que la cavitat segueix. Aquest punt és el de màxima fondària de la cova, a -12 m d'alçada, i és a uns 200 metres en línia recta de la boca d'entrada.

## Història

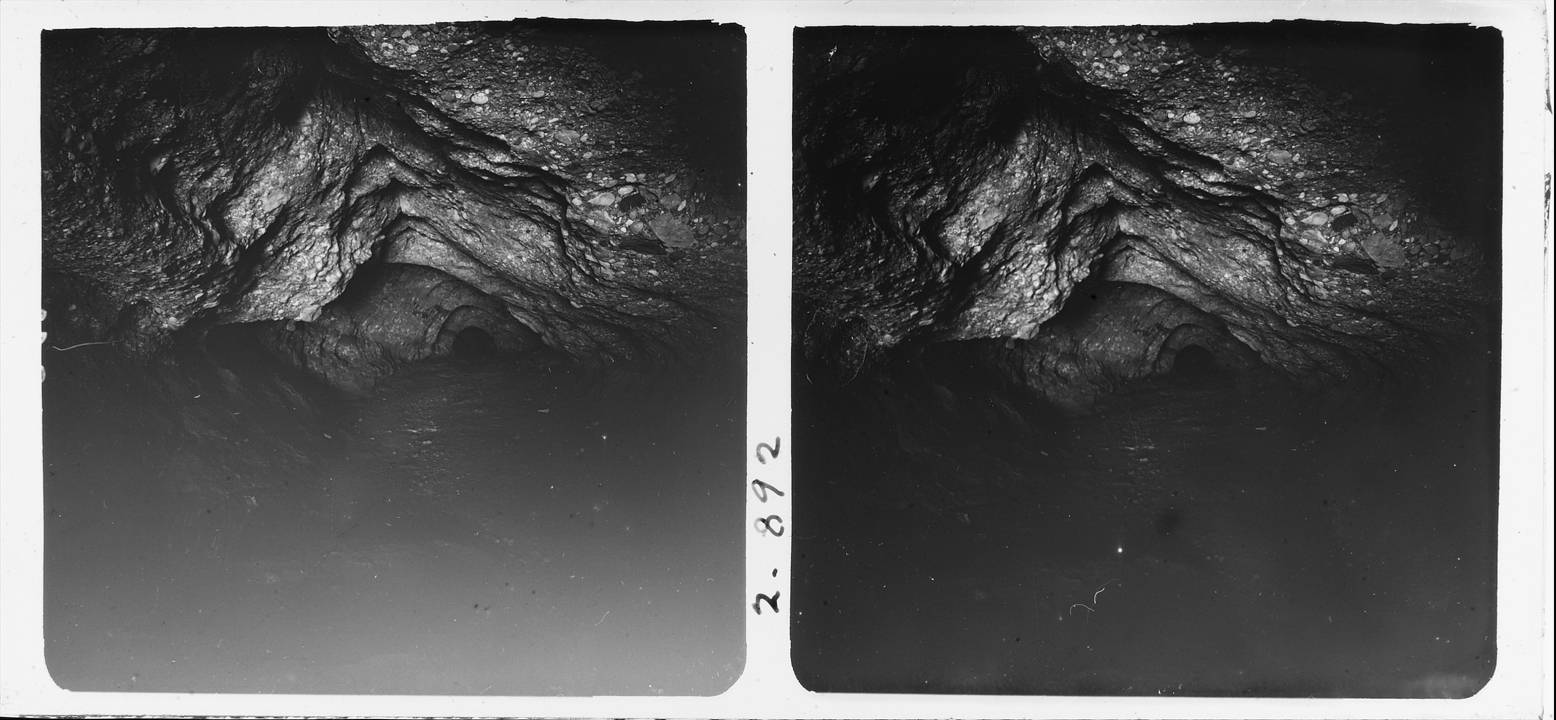
Interior d'una cova a Sant Llorenç del Munt, fotografia de la cova del Manel feta per Josep Salvany i Blanch el 1926

La cova del Manel va ser descoberta el 1899 pels propietaris de la masia de Can Pobla, els quals inicialment coneixien els primers 53 m de la cavitat, corresponents a la galeria d'entrada fins a la "Gatera del Tub", llavors absolutament impenetrable. La cova no apareix en el Catàleg espeleològic de Catalunya del geòleg i espeleòleg Norbert Font i Sagué (1873–1910), considerat l'introductor de l'espeleologia a Catalunya, ni al catàleg del paleontòleg i geòleg Marià Faura i Sans (1886–1941).

### Més enllà de la galeria d'entrada
El 1911 va ser visitada per membres del Centre Excursionista de Terrassa (CET), fundat l'any anterior, els quals van engrandir la gatera del final de la galeria d'entrada i penetrar al "Laberint del Caos" i a la galeria principal fins a la gatera del "Clot dels Ossos", que se'ls va presentar com un obstacle infranquejable. Després d'aquella visita del CET, el recorregut conegut de la cova es va elevar als 168 m. També en van realitzar un mapa topogràfic que surt publicat a la Guia monogràfica de Sant Llorenç del Munt, publicada el 1935 pel mateix centre excursionista. Des d'aquesta última ampliació del recorregut i fins al 1948, aquests van ser els únics espais coneguts i topografiats de la cavitat. El 1926 va ser visitada pel metge i fotògraf Josep Salvany i Blanch (1866–1929), gran aficionat a l'excursionisme, i en va fotografiar la galeria d'entrada.
A partir de finals del 1948, membres del Grup d'Exploracions Subterrànies del Club Muntanyenc Barcelonès (GES del CMB), fundat el mateix any, van començar a visitar sovint la cova i van descobrir tres xemeneies que porten al pis superior. En aquella visita van explorar la totalitat del "Laberint Sud" del pis superior i van abandonar l'exploració a la gatera anomenada "el Quatre", que és l'accés al "Laberint Nord" del pis superior. Llavors, la part explorada de la cavitat arribà als 316 m. Durant els dos anys següents, les expedicions del GES del CMB van continuar i, aquest cop, es pogué arribar i explorar totalment el "Laberint Nord" del pis superior. Amb aquesta nova descoberta la zona explorada arribà als 476 m de recorregut, amb la qual cosa la cova del Manel passà a ser la cavitat coneguda amb més recorregut del massís de Sant Llorenç del Munt, que fins llavors es considerava que era la cova Simanya (372 m), que passà en segon lloc.

### Descoberta de la "Sala Pirenaic"
L'any 1950 membres del Centre Excursionista Pirenaic (CEP), fundat el 1932 a Barcelona, mentre recorrien el "Laberint Nord" del pis superior van descobrir-hi un pou que descendint-lo els portà a la galeria principal, a l'altra banda de la gatera del "Clot dels Ossos". Des d'allà i recorrent les galeries paral·leles, arribaren a la sala més gran de la cavitat, que anomenaren amb el nom de l'entitat, "Sala Pirenaic". Després d'aquesta descoberta el recorregut conegut de la cova s'amplià als 630 m. Un cop es trobà aquesta sala, membres del GES del CMB van tornar a la cova i un cop a la "Sala Pirenaic" van descobrir una galeria de notables dimensions, que curiosament havia passat desapercebuda pels membres del CEP, que també anomenaren amb el nom de l'entitat, "Galeria GES del CMB". Aquesta galeria presentava un corrent d'aigua subterrani i acabava en un sifó. Llavors, el recorregut total arribà als 714 m.

### Descobertes posteriors
Durant la riuada del Vallès Occidental del 1962, que tingué lloc el 25 de setembre i en què es registraren 182 l/m² en 24 hores a la Mola, la cavitat va entrar en funcionament hídric i es van obrir alguns passos fins aleshores impracticables. Després de la riuada, el mes de novembre del mateix any l'Equip d'Exploracions Subterrànies del Centre Excursionista de la Comarca de Bages (EDES del CECB) va visitar la cova i va descobrir, tot excavant el fang a l'antic sifó al lloc anomenat "Pas de les Riuades", uns quants metres d'una nova galeria. Poques setmanes més tard van poder arribar al punt anomenat "Pas de la Planxa".
Durant l'any 1966 membres de la Secció d'Espeleologia Sabadell del Centre Excursionista del Vallès (CES del CEV), centre excursionista fundat el 1908 i fusionat a la Unió Excursionista de Sabadell el 1970, van realitzar una topografia total de la cavitat on afirmaren que el recorregut arribava als 1.248 m. L'any següent, membres del Grup Espeleològic Terra i Mar (GETIM), de Sabadell, van desobturar un pas estret del final de la "Galeria GES" i van descobrir una nova galeria de 106 m, que anomenaren amb el nom de l'entitat, "Galeria GETIM".
Posteriorment, el GES del CMB va afegir les noves descobertes fetes pels dos grups de Sabadell a la seva topografia i l'inclogué al Catálogo espeleológico de la provincia de Barcelona, publicat per l'entitat el 1974, tot assignant-li un recorregut de 932 m. El 1978, la Secció d'Investigacions Subterrànies del Centre Excursionista de Terrassa (SIS del CET) va fer una nova topografia de tota la cavitat en què van fixar el recorregut total en 788
m, que és la dada acceptada actualment.